# Mart Saar
Mart Saar (ur. 16 września 1882 w Hüpassaare koło Vastemõisy, zm. 28 października 1963 w Tallinnie)  – estoński kompozytor, organista, folklorysta i pedagog.

## Życiorys
Pierwsze lekcje muzyki otrzymał od ojca – z zawodu leśnika – który był też dobrym organistą i improwizatorem. Następnie jego nauczycielem muzyki w szkole parafialnej w Suure-Jaani był Joosep Kapp, ojciec kompozytora Artura Kappa. W latach 1901–1911 studiował w Konserwatorium Petersburskim grę organową u Louisa Homiliusa oraz kompozycję pod kierunkiem Nikołaja Rimskiego-Korsakowa i Anatolija Ladowa.
Od 1911 wykładał w wyższej szkole muzycznej w Tartu. W 1921 przeniósł się do Tallinna, gdzie pracował jako organista i kompozytor oraz redaktor magazynu muzycznego „Muusikaleht”. W latach 1943–1956 wykładał kompozycję w Konserwatorium w Tallinnie. Wśród jego uczniów byli m.in. Ester Mägi i Jaan Rääts. Po 1956 całkowicie poświęcił się komponowaniu i folklorystyce.

## Twórczość
We wczesnym okresie swojej twórczości Saar był pod silnym wpływem muzyki modernistycznej. W pieśni solowej Must lind (Black Bird) można dostrzeć wyraźne wpływy ekspresjonizmu, w preludiach na fortepian – impresjonizmu. Najbardziej zaawansowanym modernistycznie był atonalny utwór fortepianowy Skizze z chromatycznie przełamaną klasyczną tonalnością .
Potem Saar zwrócił się ku estońskiemu folklorowi. Tradycyjne pieśni ludowe, obfitujące w asonanse, aliteracje i nieregularne metrum, zafascynowały go tak dalece, że zaczął je gromadzić, analizować i katalogować. W tym celu odbył dwie wyprawy folklorystyczne w 
1907 i 1910. 
Był miniaturzystą specjalizującym się w małych formach muzycznych. Skomponował około 350 pieśni chóralnych a cappella i 180 pieśni solowych. Wśród utworów instrumentalnych dominują utwory fortepianowe, których skomponował 120. Napisał też kilka większych kompozycji orkiestrowych, w tym kantaty  .
Saar jest uznawany za współautora (wraz z Cyrillusem Kreekiem) charakterystycznego estońskiego stylu chóralnego, opartego na nieregularnych rytmach estońskich pieśni ludowych . Razem z takimi kompozytorami estońskimi, jak Rudolf Tobias, Artur Kapp, Heino Eller i Cyrillus Kreek, miał istotny udział w kształtowaniu narodowej muzyki estońskiej.
W 1972 otrzymał pośmiertnie tytuł Ludowego Artysty Estońskiej SRR, a w jego domu w Hüpassaare urządzono muzeum poświęcone jego życiu i twórczości.